# CodeIgniter
CodeIgniter là một web framework mã nguồn mở phát triển nhanh chóng, để sử dụng trong việc xây dựng các trang web động với PHP.

## Phổ biến
CodeIgniter dựa trên mô hình phát triển model–view–controller (MVC) phổ biến. Trong khi các lớp bộ điều khiển là một phần cần thiết của sự phát triển trong CodeIgniter, models và views là tùy chọn. CodeIgniter cũng có thể được sửa đổi để sử dụng Controller View Model phân cấp (HMVC) cho phép các nhà phát triển duy trì nhóm mô-đun của Bộ điều khiển, Mô hình và Chế độ xem được sắp xếp theo định dạng thư mục con.
CodeIgniter thường được chú ý nhất về tốc độ của nó khi so sánh với các framework PHP khác. Về quan trọng đối với các framework PHP nói chung, người tạo PHP Rasmus Lerdorf nói ở frOSCon vào tháng 8 năm 2008, lưu ý rằng anh ấy thích CodeIgniter "vì nó nhanh hơn, nhẹ hơn và ít giống một framework nhất."

## Mã nguồn và giấy phép
Mã nguồn CodeIgniter được duy trì tại GitHub, và kể từ phiên bản xem trước 3.0rc, là phần mềm nguồn mở được chứng nhận được cấp phép bởi MIT License. Các phiên bản CodeIgniter trước 3.0.0 được cấp phép theo giấy phép nguồn mở kiểu Apache/BSD độc quyền.
Một quyết định năm 2011 để chuyển đổi giấy phép sang Giấy phép phần mềm mở gây ra một số tranh cãi cộng đồng, đặc biệt là về sự không tương thích GPL của giấy phép mới, mà EllisLab đã phản hồi bằng một loạt các bài báo có tựa đề Tuần lễ nhận thức về giấy phép phần mềm.

## Lịch sử
Phiên bản công khai đầu tiên của CodeIgniter được phát hành bởi EllisLab vào ngày 28 tháng 2 năm 2006.
Vào ngày 9 tháng 7 năm 2013, EllisLab đã thông báo rằng họ đang tìm kiếm chủ sở hữu mới cho CodeIgniter, với lý do thiếu tài nguyên để cung cấp cho framework sự chú ý mà họ cảm thấy nó xứng đáng. Vào ngày 6 tháng 10 năm 2014, EllisLab thông báo rằng CodeIgniter sẽ tiếp tục phát triển dưới sự quản lý của British Columbia Institute of Technology. Kể từ ngày 23 tháng 10 năm 2019, với việc Quỹ CodeIgniter đảm nhận vai trò chủ đạo, CodeIgniter không còn được chăm sóc bởi British Columbia Institute of Technology.
Codeigniter 4 được phát hành vào ngày 24 tháng 2 năm 2020, sinh nhật của Jim Parry, người đứng đầu dự án Codeigniter 4 và qua đời vào ngày 15 tháng 1 năm 2020. Sau đó, dự án tiếp tục cho đến ngày hôm nay với các dự án khác.

## Liên quan
1. ↑  "Quỹ CodeIgniter cuối cùng cũng ở đây". ngày 23 tháng 10 năm 2019. Truy cập ngày 10 tháng 6 năm 2020.
2. ↑  "Server Requirements — CodeIgniter 3.1.11 documentation". www.codeigniter.com. Bản gốc lưu trữ ngày 11 tháng 7 năm 2019. Truy cập ngày 4 tháng 12 năm 2020.
3. ↑  "Server Requirements — CodeIgniter 4.x documentation". www.codeigniter.com.
4. ↑  "CodeIgniter User Guide: Models". CodeIgniter.com. Bản gốc lưu trữ ngày 3 tháng 2 năm 2015. Truy cập ngày 3 tháng 2 năm 2015.
5. ↑  "wiredesignz / codeigniter-modular-extensions-hmvc   — Bitbucket". bitbucket.org. Truy cập ngày 5 tháng 5 năm 2016.
6. ↑  "7 Best PHP Frameworks". TISindia.com. ngày 12 tháng 2 năm 2014.
7. ↑  "PHP Frameworks Benchmarks". Sellersrank.com. Bản gốc lưu trữ ngày 15 tháng 12 năm 2014. Truy cập ngày 5 tháng 8 năm 2014.
8. ↑  "Benchmark update: Cake vs. CodeIgniter vs. Kohana". Pr0digy.com. ngày 3 tháng 9 năm 2008. Bản gốc lưu trữ ngày 14 tháng 6 năm 2014. Truy cập ngày 5 tháng 8 năm 2014.
9. ↑  "Rasmus Lerdorf: PHP Frameworks? Think Again". Sitepoint.com. ngày 29 tháng 8 năm 2008. Bản gốc lưu trữ ngày 27 tháng 8 năm 2014. Truy cập ngày 5 tháng 8 năm 2014.
10. ↑  "bcit-ci/CodeIgniter · GitHub". Truy cập ngày 3 tháng 2 năm 2015.
11. ↑  "CodeIgniter License Agreement". CodeIgniter.com. Truy cập ngày 28 tháng 2 năm 2016.
12. ↑  "CodeIgniter changes license to OSL 3.0?". CodeIgniter.com Forum. ngày 21 tháng 10 năm 2011. Bản gốc lưu trữ ngày 8 tháng 8 năm 2014. Truy cập ngày 5 tháng 8 năm 2014.
13. ↑  "Software License Awareness Week". EllisLab.com. ngày 31 tháng 10 năm 2011. Bản gốc lưu trữ ngày 22 tháng 3 năm 2016. Truy cập ngày 28 tháng 12 năm 2012.
14. ↑  "CodeIgniter User Guide: Change Log". CodeIgniter.com. Bản gốc lưu trữ ngày 22 tháng 3 năm 2016. Truy cập ngày 21 tháng 3 năm 2016.
15. ↑  https://ellislab.com, EllisLab. "EllisLab Seeking New Owner for CodeIgniter - Blog". ExpressionEngine. {{Chú thích web}}: Liên kết ngoài trong |last= (trợ giúp)
16. ↑  "Your Favorite PHP Framework, CodeIgniter, Has a New Home". EllisLab Blog. EllisLab. Bản gốc lưu trữ ngày 17 tháng 10 năm 2014. Truy cập ngày 16 tháng 10 năm 2014.
17. ↑  "The CodeIgniter Foundation is finally here". ngày 23 tháng 10 năm 2019. Truy cập ngày 10 tháng 6 năm 2020.
18. ↑  "CodeIgniter 4.0 is here!". Truy cập ngày 24 tháng 2 năm 2020.
19. ↑  "Important News about Jim Parry and the Project". forum.codeigniter.com. Truy cập ngày 15 tháng 1 năm 2020.